# Râul Irodo
Râul Irodo este situat în nordul Madagascarului. Izvoarele sale sunt situate în Masivul Ambohitra și se varsă în Oceanul Indian. Lângă Sadjoavato s-a format Tsingy Rouge, o formațiune de piatră de culoare roșie din laterită formată prin eroziune.